# エレ片
エレ片（えれかた）は、エレキコミックと片桐仁（ラーメンズ）による日本のお笑いユニット。2005年活動開始。共にトゥインクル・コーポレーション所属。

## 概要
コントを中心とした舞台活動を行っている。今立進がツッコミ、やついいちろうと片桐仁がボケを担当。特にやついが場の雰囲気を読み計算したボケ、片桐が場の雰囲気によらない素に近い天然ボケのキャラである。（これを片桐は『ボケとツッコミと素人』と表現している。）この役割はコントでもトークでも変わらない。三人のうち、片桐とやついの二人もがモジャモジャの髪型であるのが特徴的。
多摩美術大学の落語研究会に所属していたラーメンズと創価大学の落語研究会に所属していたエレキコミックが、在学中に大学対抗のお笑いライブで知り合ったのがきっかけ。二組は学生時代からの友人で、現在も同じ事務所に所属している。
2017年2月25日放送の「ENGEIグランドスラム」に「エレ片」として出演し、地上波で初めてコントを披露する事となった。

## ライブ
TBSラジオで番組をやっている関係もあり、ほとんどのライブもTBSラジオが主催となっている。
- エレキコミックwith片桐仁ライブ （2005年5月16日） 西鉄ホール
- BLOCH PRESENTS 札幌エレ片ライブ　（2006年01月22日）　札幌共済ホール
- エレ片OMOSHIROライブ Vol. 1 （2006年4月14日） 四谷区民ホール
※ゲスト：バカリズム
- エレ片OMOSHIROライブ Vol. 2 （2006年5月27日） 横浜市教育会館エコーレ
- エレ片OMOSHIROライブ Vol. 3 （2006年6月30日） 名古屋ナディアホール デザインホール
- エレ片OMOSHIROライブ Vol. 4 （2006年7月21日） 札幌共済ホール
- エレ片OMOSHIROライブ Vol. 5 （2006年8月13日） 福岡ももちパレス
- エレ片OMOSHIROライブ Vol. 6 「東京凱旋」 （2006年9月28日）日本青年館
※ゲスト：氏神一番（カブキロックス）
- エレ片OMOSHIROライブ Vol. 7 「祝10周年 オールスター集合 エレ片OMOSHIRO大感謝祭 4時間ぶっとおし in チッタ」 （2007年1月7日）  CLUB CITTA'川崎
※ゲスト：稲川淳二、大槻ケンヂ、斉木しげる、曽我部恵一BAND、猫ひろし、バカリズム、マキタスポーツ、峯田和伸、ユリオカ超特Q
- エレ片OMOSHIROライブ2007 「それゆけ！ズッコケ大作戦」 （2007年6月30日） よみうりホール
- エレ片コントライブ「コントの人」（2007年12月21日〜12月24日）恵比寿ガーデンルーム
- 「祝2周年！エレ片フェス2008」（2008年4月16日）赤坂BLITZ
※ゲスト：デーモン小暮閣下、曽我部恵一BAND、雨上がり決死隊、バカリズム、キングオブコメディ 、他
- エレ片コントライブ～コントの人2～ （2008年10月21日～23日）原宿クエストホール
- エレ片コントライブ～コントの人√2～ （2009年2月6日）福岡・ももちパレス 、(2009年2月8日)　尼崎・アルカイックホール・オクト、(2009年2月9日)　名古屋・ナディアパーク デザインホール
- エレ片フェス2009（2009年7月20日） 横浜BLITZ
※ゲスト：GOING UNDER GROUND、ホフディラン、andymori、西野名菜、マキタスポーツ、小島よしお、THE GEESE、バカリズム
- エレ片コントライブ～コントの人3～　（2009年9月1日～6日）東京・新宿シアターサンモール
- エレ片フェス2010 （2010年3月14日）横浜BLITTZ 
※ゲスト：ノーナ・リーヴス、m.c.A・T、□□□、宇多丸（RHYMESTER）、RAM RIDER、キングオブコメディ、Wコロン、鬼ヶ島、TKO、バカリズム
- エレ片コントライブ～コントの人4～ （2010年7月21日～25日）東京・六本木俳優座劇場 、（2010年7月30日）大阪・サンケイホールブリーゼ、（2010年8月1日）愛知・デザインホール
- エレ片コントライブ～コントの人5～ （2011年3月27日）愛知・名鉄ホール 、（2011年3月28日）大阪・サンケイホールブリーゼ、（2011年11月16日～21日）東京・吉祥寺前進座
- エレ片コントライブ～コントの人6～ （2012年3月15日～20日）東京・吉祥寺前進座 、（2012年3月27日）愛知・名鉄ホール、（2012年3月29日）大阪・サンケイホールブリーゼ
- エレ片コントライブ～コントの人7～ （2013年1月11日～16日）東京・草月ホール 、（2013年1月19日）東京・中村文化小劇場、（2013年1月20日）大阪・サンケイホールブリーゼ、（2013年1月26～27日）福岡・イムズホール
- エレ片コントライブ〜コントの人8〜 (2014年1月30日〜2月9日) 東京・銀座博品館劇場、(2014年2月14日〜15日) 愛知・東別院ホール、(2014年2月16日) 大阪・サンケイホールブリーゼ、(2014年2月22日〜23日) 福岡・スカラエスパシオ、(2014年3月1日) 北海道・札幌教育文化会館小ホール
- エレ片コントライブ～コントの人9～ （2015年2月4日・5日）東京・渋谷区文化総合センター大和田 伝承ホール、（2015年2月8日）北海道・かでるホール、（2015年2月15日）岡山・おかやま未来ホール、（2015年2月27日～3月8日）東京・草月ホール、（2015年3月14日）大阪・サンケイホールブリーゼ、（2015年3月15日）愛知・名鉄ホール、（2015年3月21日）福岡・西鉄ホール
- エレ片コントライブ〜コントの人10〜 (2016年2月19日〜28日) 東京・草月ホール、 (2016年3月5日) 大阪・サンケイホールブリーゼ、 (2016年3月12日) 福岡・スカラエスパシオ、 (2016年3月13日) 岡山・おかやま未来ホール、 (2016年3月19日) 北海道・かでるホール、 (2016年3月21日) 宮崎・仙台市福祉プラザ ふれあいホール、 (2016年3月27日) 愛知・吹上ホール・メインホール
- エレ片in両国国技館 (2016年12月28日) 両国国技館
- エレ片コントの人・傑作選(2017年10月7日) 日経ホール
- エレ片「新コントの人」 (2018年1月10日〜14日) 東京・東京グローブ座、 (2018年2月24日) 愛知・吹上ホール・メインホール、 (2018年3月3日) 大阪・サンケイホールブリーゼ
- エレ片ライブ「光光☆コントの人」(2019年2月14日〜18日) 東京・東京グローブ座、 (2019年3月2日) 大阪・サンケイホールブリーゼ、 (2019年3月9日) 愛知・東別院ホール
- エレ片「Love Love コントの人」(2020年1月29日〜2月2日) 東京・銀座博品館劇場、(2020年2月5日〜6日) 愛知・東文化小劇場、(2020年2月8日) 大阪・エル・おおさか エルシアター、(2020年2月15日) 福岡・都久志会館
- エレ片コントライブ「OKコントの人」(2021年2月3日〜7日) 東京・銀座博品館劇場 ※2月7日 13:00と17:00の回はStreaming+にて生配信を実施
- エレ片コントライブ「燃えろコントの人」(2022年2月9日〜13日) 東京・銀座博品館劇場 ※2月13日 13:00と17:00の回はStreaming+にて生配信を実施
- エレ片コントライブ「コントの人 Nānā aita pe’ape’a(ナーナアイタペアペア)」(2023年2月3日〜5日)東京・銀座博品館劇場、(2023年2月11日〜12日) 大阪・サンケイホールブリーゼ ※2月5日 13:00と17:00の回はStreaming+にて生配信を実施
- エレ片 レトロスペクティブ「ベストな一日」(2024年3月9日)東京・全電通ホール ※昼夜両公演Streaming＋にて生配信を実施

## 出演

### テレビ
- ENGEIグランドスラム（フジテレビ、2017年2月25日・9月23日放送回）

### ラジオ
- JUNKサタデー エレ片のコント太郎 （TBSラジオ、2006年4月7日 - 2021年3月）
- エレ片のケツビ! （TBSラジオ、2021年4月 - ）

### CM
- 西鉄ホール

## DVD
- 流出！エレ片ライブ （2005） 福岡西鉄ホールでのライブを収録
- エレ片 OMOSHIRO DVD Vol. 1 （2006） OMOSHIROライブ Vol. 1~3 を収録
- エレ片 OMOSHIRO DVD Vol. 2 （2006） OMOSHIROライブ Vol. 4~6 を収録
- エレ片コントライブ~コントの人~ （2008）2007年12月24日分を収録
- エレ片コントライブ ～コントの人2～ (2009) 同名ライブのDVD化
- エレ片コントライブ ～コントの人3～ (2010)
- エレ片コントライブ ～コントの人4～ (2010)
- エレ片コントライブ ～コントの人5～ (2012)
- エレ片コントライブ ～コントの人6～ (2013)
- エレ片コントライブ 〜コントの人7〜 (2014)
- エレ片コントライブ ～コントの人8〜 (2015)
- エレ片コントライブ 〜コントの人9〜 (2016)
- エレ片コントライブ 〜コントの人10～ (2017)
- エレ片「新コントの人」 (2019)
- エレ片「光光☆コントの人」(2020)
- エレ片「Love Love コントの人」(2021)